# Ángel Bernabé
Ángel Bernabé Acosta (Madrid, 11 augustus 1987) is een Spaans voetballer. Hij speelt als doelman bij UD Salamanca.

## Clubvoetbal
Ángel Bernabé was doelman van het derde elftal van Atlético Madrid, Atlético Madrid C, dat uitkomt in de Tercera División. Hij was tevens reservedoelman van Atlético Madrid B. In 2009 trok hij naar UD Salamanca,een club uit de Segunda División A. Anno 2011 heeft hij er de status van reservekeeper.

## Nationaal elftal
Bernabé won in juli 2006 met het Spaans elftal het EK Onder-19 in Polen, samen met onder andere zijn clubgenoot Mario Suárez. Op het EK bereikte Spanje redelijk simpel de finale door in de groepsfase Turkije (5-3), Schotland (4-0) en Portugal (1-1) achter zich te houden en in de halve finale van Oostenrijk te winnen (5-0). In de finale werd uiteindelijk met 2-1 gewonnen van Schotland door twee doelpunten van Bueno. In 2007 nam hij deel aan het WK Onder-20 in Canada.